# Svenstrup J Posthus
Svenstrup J Posthus eller Svenstrup J Distributionscenter var indtil 2013 et postdistributionscenter på Fabriksparken i Svenstrup J Tidligere var det også et posthus. Alt postomdeling i 9230 Svenstrup J foregik fra Svenstrup J Posthus men foregår nu med udgangspunkt fra Støvring Posthus.
Den 19. juni 2007 lukkede postekspeditionen i posthuset, og personalet blev virksomhedsoverdraget til en nyindrettet postbutik i SuperBrugsen, på Godthåbsvej. Det skyldtes flere års fald i posthusets omsætning. Senest er postdistributionen flyttet til Støvring Posthus.